# W. A. G. Payment Solutions
WAG Payment Solutions, negociada como Eurowag, é uma empresa que processa pagamentos de frete e rodoviários em toda a Europa. A empresa está listada na Bolsa de Valores de Londres e é constituinte do Índice FTSE 250.

## História
A empresa foi fundada por Martin Vohánka como comerciante de petróleo na República em 1995. Lançou a sua plataforma de serviços de pagamento, que operava sob o nome comercial de "Eurowag", em 2000. Em maio de 2021, a empresa era detida em 59.1% pela Vohánka e 32.7% pela TA Associates.
A empresa foi objeto de oferta pública inicial na Bolsa de Valores de Londres em outubro de 2021. Em novembro de 2022, a empresa adquiriu a WebEye, uma empresa de telemática. Em abril de 2022, colaborou com uma empresa Fintech, a Factris, para oferecer o “Eurowag Cash”. O Eurowag Cash permite aos clientes fatorar as faturas dos seus clientes.

## Operações
A empresa processa pagamentos de combustível e portagens para condutores de veículos pesados em toda a Europa.

## links externos
- Site oficial